# Cuina (espai)

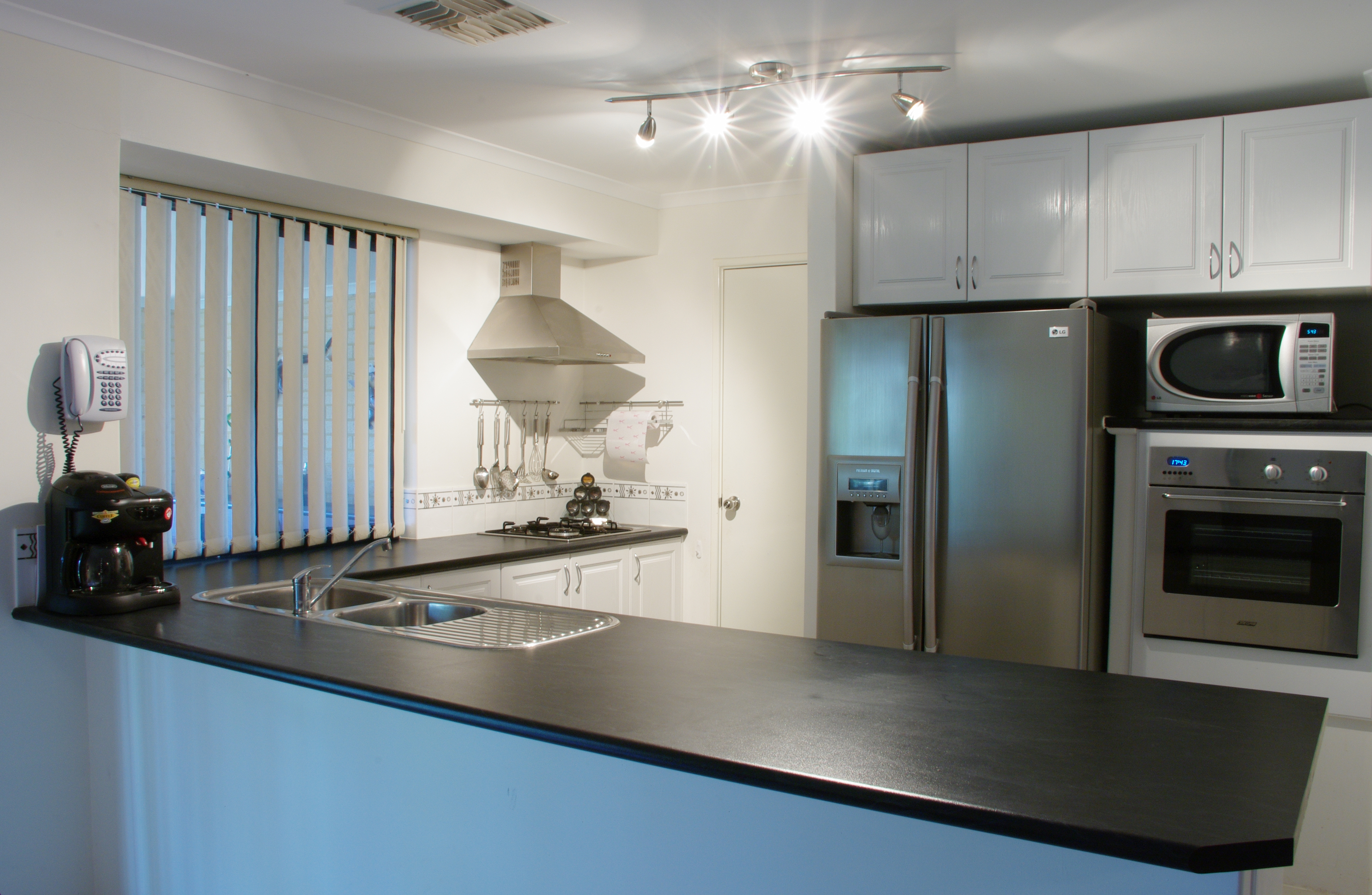
Cuina occidental moderna

La cuina és un espai o lloc especialment equipat per a la preparació d'aliments. Una cuina moderna inclou com a mínim una cuina o (fogons), una pica, una superfície de treball, un sistema d'extracció de fums sobre l'aparell de cocció i mobles per a magatzem. A més és freqüent que existeixi un frigorífic i un congelador per a emmagatzemar en fred, un forn elèctric i un forn microones i altres aparells electrodomèstics, com liquadora i batedora. En algunes cultures la cuina fa també la funció de menjador i fins i tot de sala d'estar, un concepte que també és freqüent en pisos i cases petites per a estalviar espai. A algunes cuines grans hi ha una taula i cadires per menjar-hi però en d'altres el menjador està en una habitació a part o bé integrat a la sala d'estar o sala principal de la casa.

## Història
Les proves més primerenques de l'ús del foc pels humans prové de diverses excavacions arqueològiques a l'est de l'Àfrica de fa 1,42 milions d'anysi la primera evidència definitiva del control humà del foc son ossos cremats entre les eines acheulianes d'entre 0,2 i 0,7 milions d'anys.
En l'antiguitat, la gent cuinava amb foc a terra oberts en espais exteriors. Abans de l'edat del ferro es cuinava rostint al foc els aliments o enterrant-los en cendres calentes i, de vegades, cobertes amb pedres calentes i/o més cendres calentes. sobre pedres escalfades al roig, i posteriorment van aparèixer recipients de cuir on es tiraven pedres calentes. Al Paleolític Superior es va començar a coure argila, i és al Neolític es troba una utilitat en els atuells, que s'usen en l'elaboració dels aliments cuinats al foc en desenvolupar-se la terrissa cuita, que va prevaldre durant mil·lennis fins que el gres es va desenvolupar fa uns 5.000 anys, però després aparentment va desaparèixer durant uns quants milers d'anys.
Els antics egipcis van deixar dibuixos de forners posant massa sobre una roca calenta i cobrint-la amb una olla de fang calenta a mode de forn, i amb el temps, els forns per a un sol pa van créixer prou grans com per coure diversos pans, i amb la pràctica de construcció, dels de forats a terra es va passar a cúpules i voltes de maó i roca. En l'època clàssica es cuinava amb tres mètodes bàsics: rostit, guisat i bullit.
A l'edat mitjana els aliments sovint es col·locaven en calderons metàl·lics que penjaven damunt del foc, i en els llocs de cocció la gent s'aplegava de manera natural per escalfar-se, il·luminar-se, tenir seguretat i aliments. Durant el renaixement, les famílies acomodades disposaven d'espais i objectes cada cop més especialitzats, i les cuines apareixen com espais diferenciats i fora dels ulls de les visites, i com el fum i el sutge havien estat un gran problema, al segle XVI van començar a ser molt utilitzades les xemeneies que aspiraven el fum, facilitant la respiració.

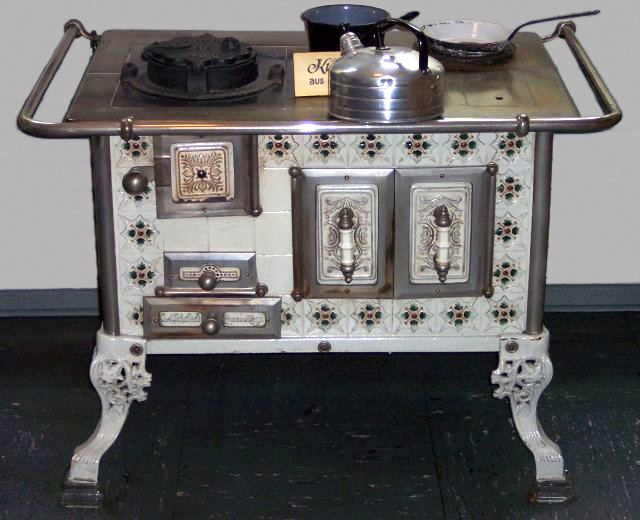
Cuina econòmica de llenya

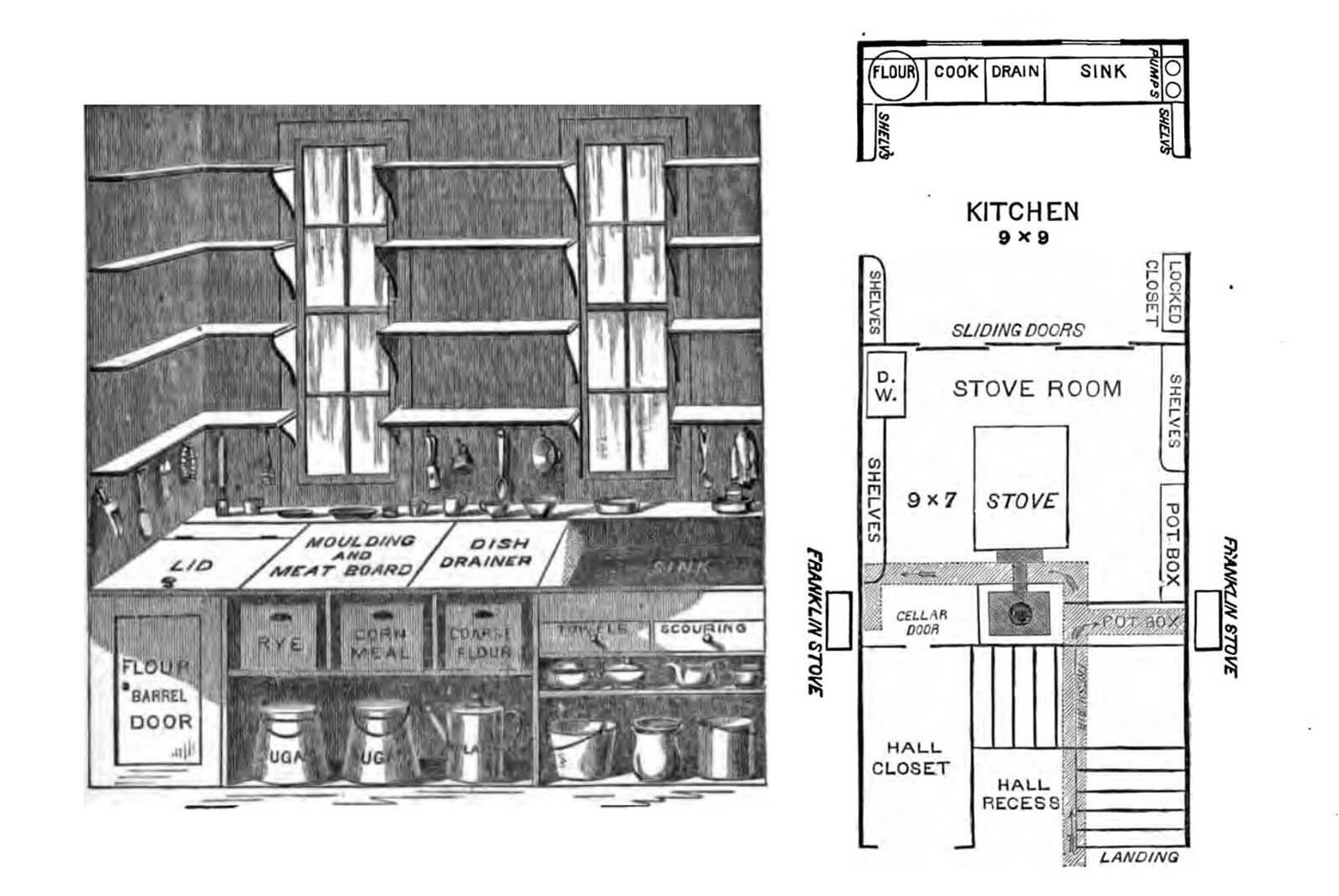
Cuina model de Beecher basada en l'ergonomia

Els avenços tecnològics van ser constants per reduir la mà d'obra i el temps, i les primeres estufes de metall es van desenvolupar en el segle xviii, en les què se'n va aprofitar sovint l'extrem superior, molt calent, per cuinar, i van evolucionar cap a la cuina econòmica, un aparells amb sortida de fum connectades a la xemeneia, forats per a forn i equip per escalfar aigua, i durant el segle xix, l'aigua corrent i el gas van arribar a les cases, fent innecessari anar a buscar aigua a la font, i carregar amb carbó i llenya.
El disseny de les cuines domèstiques és una disciplina relativament recent. Les primeres idees per optimitzar el treball a la cuina basat en l'ergonomia es remunten a A Treatise on Domestic Economy de Catharine Beecher en 1841, amb un disseny que incloïa prestatges regulars a les parets, un ampli espai de treball i zones d'emmagatzematge dedicades per a diversos aliments, i va separar les funcions de preparar i cuinar els aliments. L'inventor britànic James Sharp va patentar l'estufa de gas l'any 1826 i amb el temps gas es va convertir en la font preferida de calor, doncs permetien que les cuines fossin més petites i lleugeres, i en la dècada de 1920, la cuina de gas ja s'utilitzava a la majoria de les cuines domèstiques, i entre la dècada de 1920 i la dècada de 1930 la cuina elèctrica ja suposava una forta competència.
En la dècada de 1910, Christine Frederick es va interessar en fer les cuines més eficients per a les dones i se li atribueix l'estandardització de l'alçada dels taulells de la cuina i de les superfícies de treball, i va investigar uns 1.800 productes diferents, des d'electrodomèstics fins a aliments, buscant mètodes de preparació i ús que permetessin estalviar mà d'obra. Va començar una sèrie d'articles sota el títol New Housekeeping al Ladies' Home Journal per explicar el taylorisme a les dones de classe mitjana, que es van recollir posteriorment com a llibre, The New Housekeeping: Efficiency Studies in Home Management.

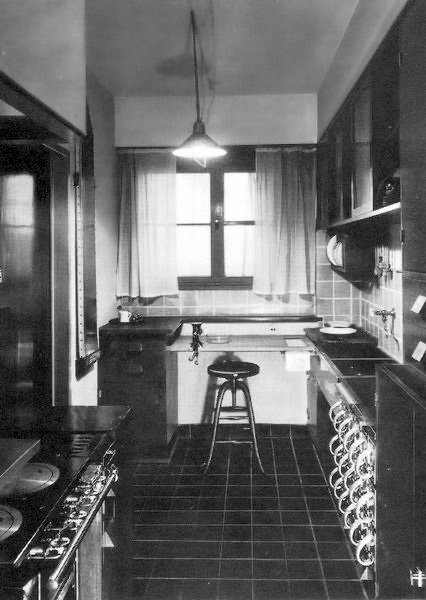
Frankfurter Küche

La Frankfurter Küche dissenyada en 1926 per l'arquitecta austríaca Margarete Schütte-Lihotzky per al projecte d'habitatge social Neues Frankfurt, es van instal·lar en més de 10.000 apartaments, va ser una fita en l'arquitectura domèstica i ràpidament va trobar reconeixement i difusió internacional. amb aquest primer model de cuina equipada, el racionalisme va entrar a la vida privada.
Els avenços en la fabricació després de la Segona Guerra Mundial van suposar un gran impacte en la cuina, que cada cop era més tranquil·la, neta, ben organitzada i més fàcil de treballar. A la dècada de 1960 i la dècada de 1970 el fetitxisme dels estris de cuina de disseny i l'entreteniment van fer que tornés a esdevenir el cor de l'activitat social. A la dècada de 1980 va sorgir la idea d'una cuina totalment oberta, amb electrodomèstics dissenyats per lluir.

## Cuina en caravanes i autocaravanes

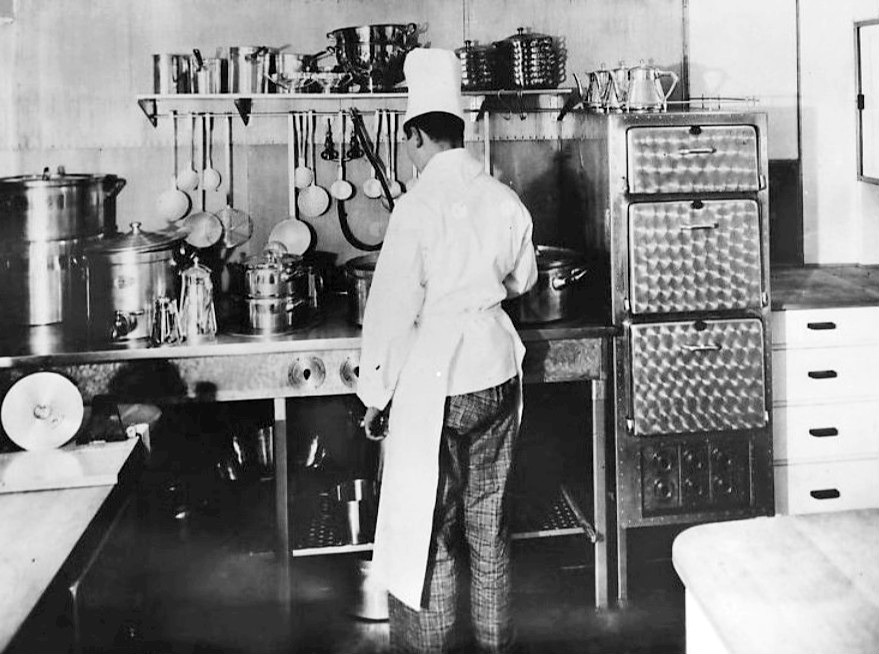
Cuina del dirigible Hindenburg (1936)
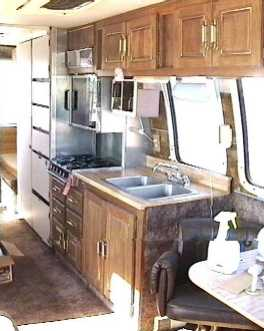
Cuina d'una autocaravana
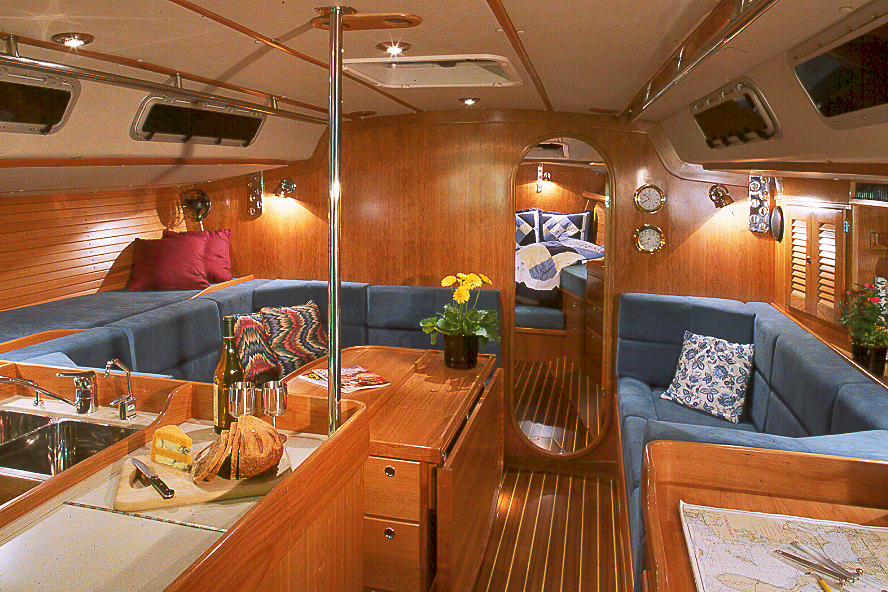
Cuina d'un iot

## Manipulació d'aliments
Els estris emprats per elaborar els diferents plats estaran fabricats en acer inoxidable fàcil de netejar, i les substàncies perilloses s'han d'emmagatzemar per separat d'on es manipulen els aliments.